# Districte de Thionville-Oest
El districte de Thionville-Oest (francès Arrondissement de Thionville-Ouest) és una antiga divisió administrativa del departament de Mosel·la, a la regió de Lorena. Va existir de 1901 a 2014.
Comptava amb 6 cantons i 30 municipis. El cap del districte era la sotsprefectura de Thionville.

## Cantons
- cantó d'Algrange
- cantó de Fameck
- cantó de Florange
- cantó de Fontoy
- cantó de Hayange
- cantó de Moyeuvre-Grande